# Bruno Bauer
Bruno Bauer (ur. 6 września 1809 w Eisenbergu, zm. 13 kwietnia 1882 w Rixdorfie pod Berlinem) – niemiecki teolog, filozof i historyk. Brat Edgara. Był przedstawicielem lewicy heglowskiej, negował autentyczność Ewangelii i historyczność Jezusa.

## Główne dzieła
- Kritik der evangelischen Geschichte des Johannes (1840)
- Kritik der evangelischen Geschichte der Synoptiker (1841)
- Die Posaune des jungsten Gerichts uber Hegel, den Atheisten und Antichristen (1841)
- Die gute Sache der Freiheit und meine eigene Angelegenheit (1842)
- Hegels Lehre von der Religion und Kunst von dem Standpunkte des Glaubens aus beurteilt (1843)
- Das Entdeckte Christentum im Vormärz (1843)
- Die Geschichte des Lebens Jesu mit steter Rücksicht auf die vorhandenen Quellen (1843)
- Christus und die Caesaren (1877)